# Ganadahole, Sakleshpur
Ganadahole là một làng thuộc tehsil Sakleshpur, huyện Hassan, bang Karnataka, Ấn Độ.